# Championnat du Niger de football 2017-2018
Navigation
Édition précédente Édition suivante
La saison 2017-2018 du Championnat du Niger de football est la quarante-huitième édition de la Ligue 1, le championnat national de première division au Niger. Les seize équipes engagées sont regroupées au sein d'une poule unique où elles affrontent deux fois leurs adversaires, à domicile et à l'extérieur. Alors qu'initialement, en fin de saison, le dernier du classement devait être relégué et le 15e devait affronter le vice-champion de D2, la fédération décide finalement de réduire le championnat à 14 formations dès la saison suivante. Par conséquent, les deux derniers du classement final sont directement relégués et il n'y a aucune équipe promue de deuxième division.
C'est l'AS Sonidep qui remporte la compétition cette saison après avoir terminé en tête du classement final, avec treize points d'avance sur l'ASGNN et quatorze sur le double tenant du titre, l'ASFAN Niamey. C'est le tout premier titre de champion du Niger de l'histoire du club.

## Qualifications continentales
Le champion du Niger se qualifie pour la Ligue des champions de la CAF 2019. La place en Coupe de la confédération 2018-2019 est réservée au vainqueur de la Coupe du Niger. Si un club réalise le doublé, c'est le finaliste de la Coupe qui obtient son billet pour la compétition.

## Participants
- AS Douanes
- ASGNN
- ASFAN Niamey
- Jangorzo FC
- Akokana FC
- Olympic Football Club de Niamey
- Urana FC
- AS Police
- US Gendarmerie Nationale
- AS Sonidep
- Racing Boukoki
- ASN Nigelec FC
- Sahel SC
- JS Tahoua - Promu de D2
- Espoir FC - Promu de D2
- Entente FC - Promu de D2

## Compétition

### Classement
Le classement est établi sur le barème de points suivant : victoire à 3 points, match nul à 1, défaite à 0.
| Rang | Équipe                          | Pts | J  | G  | N  | P  | Bp | Bc | Diff |
| ---- | ------------------------------- | --- | -- | -- | -- | -- | -- | -- | ---- |
| 1    | AS Sonidep                      | 68  | 30 | 20 | 8  | 2  | 46 | 13 | +33  |
| 2    | ASGNNC                          | 55  | 30 | 16 | 7  | 7  | 40 | 24 | +16  |
| 3    | ASFAN NiameyT                   | 54  | 30 | 15 | 9  | 6  | 62 | 31 | +31  |
| 4    | ASN Nigelec FC                  | 47  | 30 | 12 | 11 | 7  | 43 | 31 | +12  |
| 5    | US Gendarmerie Nationale        | 47  | 30 | 14 | 5  | 11 | 36 | 29 | +7   |
| 6    | AS Police                       | 46  | 30 | 12 | 10 | 8  | 44 | 27 | +17  |
| 7    | Akokana FC                      | 44  | 30 | 10 | 14 | 6  | 25 | 24 | +1   |
| 8    | Sahel SC                        | 41  | 30 | 12 | 5  | 13 | 28 | 26 | +2   |
| 9    | AS Douanes                      | 38  | 30 | 9  | 11 | 10 | 32 | 32 | 0    |
| 10   | Urana FC                        | 34  | 30 | 6  | 16 | 8  | 18 | 23 | -5   |
| 11   | Racing Boukoki                  | 30  | 30 | 6  | 12 | 12 | 22 | 39 | -17  |
| 12   | JS TahouaP                      | 30  | 30 | 6  | 12 | 12 | 31 | 48 | -17  |
| 13   | Espoir FCP                      | 28  | 30 | 5  | 13 | 12 | 26 | 51 | -25  |
| 14   | Jangorzo FC                     | 28  | 30 | 6  | 10 | 14 | 33 | 46 | -13  |
| 15   | Olympic Football Club de Niamey | 26  | 30 | 6  | 8  | 16 | 25 | 43 | -18  |
| 16   | Entente FCP                     | 23  | 30 | 4  | 11 | 15 | 26 | 50 | -24  |

|  | Qualification pour la Ligue des champions de la CAF 2018-2019                         |
|  | Qualification pour la Coupe de la confédération 2018-2019                             |
|  | Relégation directe en deuxième division                                               |
|  | T : Tenant du titre C : Vainqueur de la Coupe du Niger P : Promu de Deuxième division |

## Bilan de la saison
| Championnat du Niger de football 2017-2018 |                                             |
| Champion                                   | AS Sonidep (1er titre)                      |
| Coupes et trophées                         |                                             |
| Vainqueur de la Coupe du Niger 2017-2018   | ASGNN                                       |
| Qualifications continentales               |                                             |
| Ligue des champions de la CAF 2018-2019    | AS Sonidep                                  |
| Coupe de la confédération 2018-2019        | ASGNN                                       |
| Promotions et relégations                  |                                             |
| Promus en Ligue 1                          | Aucun (passage du championnat à 14 équipes) |
| Relégués en Deuxième division              | Entente FC                                  |
| Relégués en Deuxième division              | Olympic Football Club de Niamey             |